# Hidraulički pogon
Hidraulički pogon ili hidraulični pogon je pogon zasnivan na prijenosu sile tekućinom (najčešće mineralnim uljem). Zadaci hidrauličkog pogona mogu uključivati pretvorbu, prijenos i upravljanje energijom. Osnovni elementi hidrauličkog pogona su: hidraulička pumpa, hidraulički fluid, cjevovod, upravljački elementi i hidraulički motor (hidraulički cilindar). Hidraulička pumpa služi za pretvorbu mehaničkog rada u energiju hidrauličkog fluida. Naravno, potreban je i odgovarajući pogon pumpe (obično elektromotor) gdje se također vrši pretvorba energije. Hidraulički fluid, cjevovod, upravljački elementi služe za prijenos energije i upravljanje. Hidraulički motor ili hidraulički cilindar služe za pretvorbu energije fluida u mehanički rad.
Dvije su osnovne mogućnosti regulacije, odnosno prilagođavanja energije pumpe potrebnoj energiji motora: prigušivanje tlaka ili regulacija protoka hidrauličke pumpe ili hidrauličkog motora. Hidraulički pogon se primjenjuje u situacijama koje zahtijevaju velike sile, brzine i ubrzanja, male, jednolične pomake i brzine, visoku točnost pozicioniranja u međupoložajima, složeniju regulaciju. Hidraulički pogon se koristi u vrlo širokom području koje obuhvaća: alatne strojeve, poljoprivredne strojeve, šumarske strojeve, cestovna i šinska vozila, brodogradnju, zrakoplovnu industriju, energetiku, rudarstvo, vojnu industriju, svemirsku tehniku i tako dalje.

## Prednosti i nedostaci
Prednosti hidrauličkog pogona su: 
- moguće postizanje velikih sila,
- velika gustoća snage,
- jednostavnost pretvorbe energije hidrauličkog fluida u mehanički rad,
- mala tromost (inercija),
- automatsko prilagođavanje potrebne sile,
- moguće pokretanje pod punim opterećenjem,
- jednostavno i neprekidno podešavanje brzine, sile, momenta i tako dalje,
- moguće nagle promjene smjera i brzina, moguće velike brzine, moguće izuzetno male brzine,
- lako se ostvaruje ravnocrtno (linearno) gibanje,
- precizno pozicioniranje, jednostavnost zaštite od preopterećenja,
- jednostavnost akumulacije energije pomoću plinovitog medija,
- jednostavnost podmazivanja i odvođenja topline,
- visoka pouzdanost u radu,
- visoka ekonomičnost u radu, jednostavno i jeftino održavanje.

Nedostaci hidrauličkog pogona obuhvaćaju: 
- potrebno generirati (uskladištiti) hidrauličku energiju,
- potrebni su povratni vodovi,
- relativno visoka cijena uređaja i elemenata, specifičnost (male serije) i preciznost izvedbi,
- ograničene brzine strujanja ulja, promjena karakteristika ulja (s temperaturom i tlakom, starenje) i relativno prljav pogon.

## Hidrauličke sheme
Za prikazivanje hidrauličkih pogona koriste se hidrauličke sheme. One su standardizirane, standardiziran je način prikazivanja hidrauličkih elemenata (standardni simboli) i njihovog povezivanja.

## Osnove hidrauličkog pogona
Pascalov zakon je temeljni zakon hidrostatike, koji kaže: U tekućini koja se nalazi u zatvorenoj posudi vanjski tlak širi se jednako na sve strane, to jest čestice tekućine prenose tlak u svim pravcima jednako. Na taj način djeluje hidraulička preša ili hidraulički tijesak. Ako posuda ispunjena tekućinom ima dva otvora različite površine, u kojima su smješteni pokretni klipovi, a površina drugog klipa je n puta veća, tada ako na mali klip djelujemo određenom silom, na veliki klip će djelovati sila n puta veća. Hidraulička preša omogućuje da se primijenjena sila duž nekog puta pretvori u veću silu duž manjeg puta (naravno rad jedne i druge sile je isti).

### Hidraulička pumpa
Hidraulička pumpa (crpka, sisaljka) je stroj u kojima se izvana dovedena mehanička energija (rad pogonskog stroja) pretvara u energiju radnog fluida. Rotacijski hidraulički motor je sličan stroj, kod kojeg se pretvorba energije obavlja u suprotnom smjeru (energija fluida pretvara se u mehanički rad). Zavisno od priključivanja, često isti stroj može raditi kao pumpa ili motor (za takav stroj se kaže da je reverzibilan, ali reverzibilnost također može značiti i samo mogućnost vrtnje u oba smjera!). Za pogon pumpe obično se koriste elektromotori, a u mobilnoj hidraulici motori s unutrašnjim izgaranjem.
Pumpe se dijele u dvije osnovne grupe: volumenske pumpe (volumetričke) i dinamičke pumpe (najčešće strujne to jest turbopumpe). Volumenske pumpe
prenose (transportiraju) fluid (ostvaruju povećanje tlaka i protok) putem smanjenja volumena (obujam) komora u pumpi, a koriste se za relativno male protoke, uz relativno velike visine dobave. Turbopumpe u rotoru predaju snagu fluidu tako da pokretne lopatice ostvaruju silu pritiska na fluid. Primjenjuju se za relativno velike protoke i male visine dobave, pa se zato u hidraulici u principu ne koriste.

### Hidraulički fluid
Izbor odgovarajućeg hidrauličkog fluida ili radnog fluida ima bitan utjecaj na ispravan rad, trajnost, pouzdanost i ekonomičnost hidrauličkog pogona. Izbor fluida utječe i na izbor hidrauličkih dijelova(filtri, ventili, brtve), koji se projektiraju za određenu vrstu fluida. Od posebnog značaja je korištenje fluida koji nema štetnog utjecaja na materijal brtvi. Vrste radnih fluida koji se koriste u hidraulici su:
- voda i vodene emulzije,
- mineralna ulja,
- sintetički fluidi,
- tekući metali i legure.

### Hidraulički ventili
Hidraulički ventili ili hidraulički upravljački elementi su uređaji za regulaciju i usmjeravanje hidrauličkog fluida. Moguće funkcije ventila uključuju: propuštanje, zaustavljanje i promjenu smjera fluida; regulaciju protoka i tlaka. Hidraulički ventili dijele se na razvodnike, nepovratne ventile, tlačne ventile i protočne ventile.

#### Hidraulički razvodnik
Hidraulički razvodnik usmjerava tok hidrauličkog fluida propuštanjem, zatvaranjem ili promjenom smjera toka. Ovdje se pod hidrauličkim razvodnikom podrazumijeva digitalno pokretani razvodnik, kod kojeg se koriste samo krajnji položaji "otvoreno" ili "zatvoreno". Postoje i kontinuirano pokretani razvodnici (proporcionalni i servo-ventili), koji između dva krajnja položaja kontinuirano poprimaju neki položaj uz odgovarajuće prigušno djelovanje.
Osnovne karakteristike hidrauličkih razvodnika su: konstrukcija, nazivna veličina, broj radnih položaja, broj hidrauličkih priključaka, način aktiviranja. Uz ove podatke od interesa su i nazivni protok, maksimalni radni tlak i materijal razvodnika, naročito brtvi. Oznaka broja priključaka i radnih položaja obično se piše ispred riječi razvodnik (na primjer 4/3 razvodnik označava razvodnik s 4 priključka i 3 radna položaja).

#### Nepovratni ventil
Nepovratni ventil dozvoljava protok samo u jednom smjeru (poput diode u elektronici). Pladanj ventila može imati oblik kugle, stožca, tanjura ili čahure. Ventil može biti neopterećen ili opterećen (s oprugom).

#### Tlačni ventil
Tlačni ventil utječe na tlak u hidrauličkom pogonu ili dijelu pogona; on je izvršni dio za upravljanje i za regulaciju tlaka. Prema funkciji dijele se na:
- ventile za ograničavanje tlaka,
- redoslijedne ventile i
- redukcijske ventile.

Poželjna bi bila vodoravna karakteristika tlačnih ventila (konstantni tlak bez obzira na protok). Međutim, pad tlaka na ventilu umjereno se povećava s povećanjem protoka kroz ventil.

#### Protočni ventil
Protočni ventil je ventil koji prigušivanjem utječe na protok u sustavu, a može biti:
- protočni upravljački ventil i
- regulator protok.

### Hidraulički motor
Hidraulički motor (hidromotor, aktuator) je hidraulički izvršni dio. Hidraulički motori se dijele na rotacijske motore, cilindre i zakretne motore. Cilindri i zakretni motori imaju pomak ograničen dvjema krajnjim točkama.

#### Rotacijski hidraulički motor
Suprotno pumpama, motori pretvaraju energiju fluida u mehanički rad. Konstrukcija rotacijskih motora i pumpi je u osnovi jednaka, pa se često isti stroj može prema potrebi koristiti kao pumpa ili motor (reverzibilni stroj). Prema brzini vrtnje razlikuju se sporohodni (do 1000 o/min) i brzohodni motori. Budući da je snaga motora jednaka umnošku momenta i brzine vrtnje (PM = M ω), za istu snagu motora mora se uz smanjenje brzine povećavati moment. Zato sporohodni motori često zahtijevaju veliki moment (tzv. LSHT-motori, engl. Low Speed – High Torque).

#### Hidraulički cilindar
Hidraulički cilindar ili linearni hidraulički motor je najčešći izvršni dio u hidrauličkom pogonu, koji služi za pretvorbu energije hidrauličkog fluida u mehanički rad (izvršna sila se kreće po pravcu). Njegova ulazna veličina jest hidraulički fluid pod tlakom koji djeluje na površinu klipa hidrauličkoga cilindra. Time uzrokuje pravocrtno kretanje klipa, a kao posljedica toga i klipnjače koja je povezana s teretom. Tako se energija hidrauličkoga medija pretvara u provodljivu snagu koja djeluje pravocrtno. Hidraulički medij uglavnom je mineralno ulje; u hidraulici se upotrebljavaju i sintetička ulja i emulzije, a sve više i voda (vodena hidraulika).

#### Zakretni hidraulički motor
Zakretni hidraulički motor ima ograničen kut zakreta, a zakretno kretanje ostvaruje direktno ili indirektno. Direktno zakretanje ostvaruje se pomoću krila (poput krilnog motora s jednim krilom) unutar cilindra s fiksnom radijalnom pregradom između tlačnog i usisnog dijela. Maksimalni zakret takvog motora iznosi oko 300º. Indirektno zakretanje ostvaruje se pomoću cilindra preko zubne letve (ozubnice) i zupčanika uz maksimalni zakret oko 720º.

### Hidraulički akumulator
Hidraulički akumulator je posuda koja iz hidrauličkog pogona preuzima izvjestan volumen hidrauličkog fluida pod tlakom, pa prema potrebi taj fluid vraćaju u sustav.

### Hidraulički filtri
Zadatak filtra ulja je da razinu prljavštine ulja smanji na dozvoljenu vrijednost. Time se hidraulički dijelovi štite od prekomjernog trošenja i povećava se pouzdanost rada hidrauličkog pogona. Finoća filtriranja (apsolutna finoća filtriranja) odgovara promjeru najveće čestice u obliku kugle koja može proći kroz filtar. Hidraulički elementi imaju sve manje zračnosti između kliznih ploha, danas se zahtijeva finoća filtriranja od 20 μm, a za servo-ventile i do 3 μm. Nečistoće se dijele na unutarnje i vanjske; unutarnje nastaju trošenjem i otkidanjem čestica hidrauličkih dijelova, a vanjske su posljedica lošeg brtvljenja sustava prema okolini (filtar za zrak na spremniku, brtve na cilindrima i tako dalje).

### Hidraulički vodovi
Za prijenos hidrauličke energije koriste se hidraulički vodovi (cjevovodi, savitljivi cjevovodi, protočni otvori ili specijalno oblikovani protočni kanali). Mjere (dimenzije) protočnog otvora hidrauličkih vodova, kao i njihov oblik, značajno utječu na veličinu gubitaka hidrauličke energije u hidrauličkom pogonu. Promjer protočnog otvora hidrauličkog voda ovisi o protoku i tlaku te dopuštene brzine strujanja u sustavu. Brzina strujanja je ograničena s obzirom na gubitke u cjevovodu. 

## Primjeri hidrauličkih pogona
Upravljanje hidrauličkom energijom može biti prigušno i volumensko. Upravljanje prigušivanjem je jednostavno, ali skopčano sa znatnim energetskim gubicima. Pri volumenskom upravljanju protok pumpe se podešava (promjenom radnog volumena ili broja okretaja) potrebama izvršnog hidrauličkog motora.

### Hidraulički pogon s otvorenim optokom
Kod hidrauličkog pogona s otvorenim optokom hidraulički fluid protječe uvijek u istom smjeru, od spremnika preko pumpe i motora nazad u spremnik. Ventil za ograničavanje tlaka štiti instalaciju od prekomjernog tlaka i ujedno odvodi prekomjerni fluid u spremnik uz prigušivanje (gubitak energije). Ugradnjom hidrauličkog akumulatora gubici se donekle smanjuju, jer se prekomjerni fluid i energija pumpe prikupljaju u akumulatoru u vrijeme dok je razvodnik u zatvorenom (srednjem) položaju. Ako se ti gubici žele izbjeći, koristi se pumpa promjenljivog učinka ili kapaciteta (volumensko upravljanje). Akumulator štiti sustav od tlačnih udara i pokriva vršna opterećenja. Unutar hidrauličkog kruga potrebno je ugraditi i filtar ulja.

### Hidraulički pogon sa zatvorenim optokom
Hidraulički fluid optječe kroz zatvoreni krug od pumpe do hidrauličkog motora i natrag. Fluid za rad hidrauličkog motora dobavlja pumpa promjenljivog kapaciteta, a njen protok se prilagođava potrebama tog motora. Potreban je i pomoćni hidraulički sustav za nadopunjavanje volumenskih gubitaka. Nadopunjavanje se uvijek vrši u povratni vod (niži tlak). Pomoćni sustav se sastoji od pumpe za nadopunjavanje (mali kapacitet), ventila za ograničenje tlaka, dva nepovratna ventila i filtra ulja. U zatvorenom sustavu motor mora imati jednaku potrošnju ulja pri radu u oba smjera (na primjer hidraulički cilindar s prolaznom klipnjačom). Oba voda štite se od prekomjernog tlaka pomoću ventila za ograničenje tlaka s izlazom spojenim na povratni vod. Ako se na mjestu pumpe i potrošača koriste reverzibilni (pumpa-motor) strojevi, moguća je zamjena funkcije hidrauličkog motora i pumpe. To omogućuje ostvarivanje funkcije kočenja. Budući da je u zatvorenom optoku motor uvijek hidraulički "upet", moguć je pogon i kočenje u oba smjera (četverokvadrantni pogon).

### Hidraulički pogon s poluotvorenim optokom
Ako se kao hidraulički motor koristi diferencijalni hidraulički cilindar koji nema jednaki protok u tlačnom i povratnom vodu, umjesto zatvorenog koristi se hidraulički pogon s poluotvorenim (to jest poluzatvorenim) optokom. Pri izvlačenju klipnjače zbog nedovoljnog protoka opada tlak u povratnom vodu (opasnost od kavitacije u pumpi). Manjak fluida nadoknađuje se tada kroz nepovratni ventil. Pri uvlačenju klipnjače otvara se pod utjecajem tlaka nepovratni ventil s hidrauličkim deblokiranjem, pa se njime višak fluida odvodi u spremnik.